# بل‌وود (آلاباما)
بل‌وود (به انگلیسی: Bellwood) یک منطقهٔ مسکونی در ایالات متحده آمریکا است که در شهرستان گنوا، آلاباما واقع شده‌است. بل‌وود ۴۱٫۱۵ متر بالاتر از سطح دریا واقع شده‌است.